# آرثر موريس (سياسي)
آرثر موريس (بالإنجليزية: Arthur Morris)‏ هو سياسي أمريكي، ولد في 9 نوفمبر 1843، وتوفي في 26 سبتمبر 1892. انتخب Commander of the Department of Alaska ‏ (5 مارس 1877 – 14 يونيو 1877).